# Паркс, Макси
Макси Паркс (англ. Maxwell Lander («Maxie») Parks; род. 9 июля 1951, Арканзас-Сити, Арканзас) — американский легкоатлет (бег на короткие дистанции), чемпион летних Олимпийских игр 1976 года в Монреале.

## Биография
Паркс был выпускником средней школы Вашингтон Юнион, затем городского колледжа Фресно. В 1976 году Паркс победил на отборочных соревнованиях на Олимпийские игры в Монреале.
На Олимпиаде Паркс выступал в беге на 400 метров и эстафете 4×400 м. В первом виде он пробился в финал, где с результатом 45,24 секунды занял пятое место. В эстафете команда США, за которую Паркс бежал на последнем этапе, завоевала золотые медали (2.58,65), опередив сборные Польши (3.01,43) и ФРГ (3.01,98).
В 1970-х годах он несколько лет выступал за Калифорнийский университет в Лос-Анджелесе. В 1977 году он участвовал в Кубке мира по лёгкой атлетике 1977 года в эстафете 4×400 метров. Команда США лидировала в этом забеге, но в 150 метрах от финиша Паркс упал из-за растяжения подколенного сухожилия. Победителем Кубка мира стала команда ГДР. В 1978 году Паркс завоевал национальный титул на дистанции 400 метров. В 1979 году Паркс тренировал команду «Athletes in Action».
В 2010 году Паркс был удостоен награды «100 звёзд за 100 лет» городского колледжа Фресно. В рекламе этого мероприятия Паркс отмечен как удостоенный чести быть в 1990 году занесённым в Зал спортивной славы Фресно. Паркс также был избран в Зал славы лёгкой атлетики Калифорнийского общественного колледжа.